# Leptocoma calcostetha
Leptocoma calcostetha е вид птица от семейство Nectariniidae.